# Catherine Ménétrier
Catherine Ménétrier est une actrice française née le 13 août 1948 à Paris et morte le 5 mai 2001 à Paris.

## Biographie
Elle fait ses études au Centre de la Rue Blanche (E.N.S.A.T.T.), puis au Conservatoire national supérieur d'art dramatique, dans la promotion 1975 (la même qu'Isabelle Huppert, Jean-Pierre Bouvier, Marie-Christine Adam ou Olivier Lejeune, par exemple).
Elle fait carrière au théâtre, à la télévision et au cinéma. Elle a notamment joué dans la série à succès Fabien de la Drôme où elle incarnait le rôle d'Olivia de Rouvilleret.
Après sa carrière d'actrice, elle a tenu une boutique de livres ésotériques et de sciences humaines, rue Cassette à Paris.
Elle meurt le 5 mai 2001 des suites d'une longue maladie.

## Filmographie

### Cinéma
- 1977 : Moi, fleur bleue d'Éric Le Hung

### Télévision
- 1972 : La Cerisaie : Ania
- 1973 : Les Mohicans de Paris : la jeune fille
- 1973 : Au théâtre ce soir - Les Amants novices de Jean Bernard-Luc, mise en scène Jacques Charon, réalisation Georges Folgoas, Théâtre Marigny : Marinella
- 1975 : Paul Gauguin : Marie Gauguin
- 1976 : Lorenzaccio [réf. nécessaire](Au théâtre ce soir) de Jean-Pierre Bouvier [réf. nécessaire]
- 1976 : Commissaire Moulin (La Surprise du chef) : Anne
- 1976 : Mariez-les vivantes de Gilles Grangier : Nathalie
- 1977 : Les Cinq Dernières Minutes (Le Goût du pain) de Claude Loursais : Alice
- 1977 : Histoire d'une salamandre de Robert Guez : Josapha
- 1978 :  Au théâtre ce soir - Oï Peppina !  de Jean Canolle, mise en scène d'André Nader, réalisation Pierre Sabbagh, Théâtre Marigny : Peppina Plantier
- 1980 : Les Amours des années folles (Les Sœurs Hortensia) : Mlle Picard
- 1980 : Au feu le préfet : la marquise de Varenne
- 1980 : Les Dossiers éclatés (Deux Morts à la Toussaint) d'Alain Boudet : Pauline de Bertrand
- 1980 : Les Amours de la belle époque (Mon amie Nane) : Noctiluce
- 1983 : Fabien de la Drôme de Michel Wyn : Olivia de Rouvilleret

## Théâtre
- 1977 : Divorce à la française de Bernard Alazraki, mise en scène de Francis Joffo
- 1983 : Le Nombril de Jean Anouilh, mise en scène de Jean Anouilh